# Agata Suszka
Agata Katarzyna Suszka (ur. 27 września 1971 w Istebnej) – polska biathlonistka, reprezentantka kraju w zawodach Pucharu Świata oraz na Mistrzostwach Świata i Zimowych Igrzyskach Olimpijskich.
Jest ośmiokrotną mistrzynią Polski w biathlonie. 4-krotnie zwyciężała w biegu sprinterskim, trzy razy triumfowała w biegu indywidualnym, a także raz wygrała bieg pościgowy. W 1999 zwyciężyła we wszystkich konkurencjach indywidualnych. W 1999 zdobyła złoty medal na Uniwersjadzie w biegu na dochodzenie, zaś w 1993 wywalczyła srebro w biegu indywidualnym.

## Osiągnięcia

### Zimowe Igrzyska Olimpijskie
| 1992 Albertville (Francja)  | 46. miejsce (IN), 46. miejsce (SP), 14. miejsce (RL) |
| 1994 Lillehammer (Norwegia) | 45. miejsce (IN), 11. miejsce (RL)                   |
| 1998 Nagano (Japonia)       | 42. miejsce (IN), 45. miejsce (SP), 13. miejsce (RL) |

### Mistrzostwa Świata
| 1995 Anterselva (Włochy)     | 46. miejsce (IN), 15. miejsce (RL)                                     |
| 1996 Ruhpolding (Niemcy)     | 16. miejsce (IN), 24. miejsce (SP), 13. miejsce (RL)                   |
| 1997 Osrblie (Słowacja)      | 51. miejsce (IN), 10. miejsce (SP), 13. miejsce (PU), 14. miejsce (RL) |
| 1998 Pokljuka (Słowenia)     | 42. miejsce (PU)                                                       |
| 1999 Holmenkollen (Norwegia) | 30. miejsce (SP), 37. miejsce (PU), 7. miejsce (RL), 40. miejsce (IN)  |

### Puchar Świata
| Sezon     | Miejsce |
| --------- | ------- |
| 1995/1996 | 56      |
| 1997/1998 | 48      |
| 1998/1999 | 65      |